# Edgar Basel
Edgar Basel   (Mannheim, 1 de novembre de 1930 - Mannheim, 7 de setembre de 1977) va ser un boxejador alemany que va competir entre 1947 i 1961.
El 1952 va prendre part en els Jocs Olímpics d'Estiu de Hèlsinki, on guanyà la medalla de plata en la categoria del pes mosca del programa de boxa. En semifinals superà al favorit Anatoli Bulakov, mentre en la final va perdre contra l'estatunidenc Nate Brooks. Quatre anys més tard, als Jocs de Melbourne, va perdre en primera ronda contra el soviètic Vladimir Stolnikov.
En el seu palmarès també destaca el Campionat d'Europa del pes mosca de 1955 i cinc campionats nacionals amateurs, el 1951, 1952, 1954, 1955 i 1956. El 1957 passà al professionalisme, amb un balanç de 41 combats, dels quals 22 foren guanyats, 15 perduts i quatre declarats nuls. Es retirà el 1961.